# Uvariopsis vanderystii
Espèce
Statut de conservation UICN

 VU B2ab(iii) : Vulnérable
Uvariopsis vanderystii Robyns & Ghesq. est une espèce de plantes à fleurs de la famille des Annonaceae et du genre Uvariopsis. C'est un arbuste présent en Afrique tropicale.

## Étymologie
Son épithète spécifique vanderystii rend hommage à l'abbé Hyacinthe Julien Robert Vanderyst (es), missionnaire, explorateur et botaniste au Congo belge.

## Description
C'est un arbuste monoïque dont le fruit est inconnu.

## Distribution
Relativement rare, l'espèce a été observée au Cameroun dans la Région du Sud-Ouest (réserve forestière de Takamanda, mont Koupé et mont Cameroun), également au Gabon et en République démocratique du Congo.